# Glatten
Glatten es un municipio alemán perteneciente al distrito de Freudenstadt en el estado federado de Baden-Wurtemberg. Barrios de Glatten son Böffingen y Neuneck. En total, el municipio tiene unos 2.400 habitantes. Está ubicado en la Selva Negra Septentrional en las orillas del río Glatt, un afluente izquierdo del Neckar.